# Grupa Armii Księcia Albrechta
Grupa Armii Księcia Albrechta  (niem. Herresgruppe Herzog Albrecht)  – związek operacyjny Armii Cesarstwa Niemieckiego.

## Charakterystyka
W sierpniu 1914 rozwinięto w Niemczech do etatów wojennych związki operacyjne (armie). Celem koordynacji działań poszczególnych armii, utworzono wyższe związki operacyjne – grupy armii. Były to tymczasowe jednostki organizacyjne czasu wojny złożone ze zmiennej liczby armii, samodzielnych korpusów i dywizji, przy czym sztab jednej z armii pełnił funkcję sztabu całej grupy.
W wyniku podziału Grupy Armii Niemieckiego Następcy Tronu, w marcu 1917 została utworzona Grupa Armii dowodzona przez księcia wirtemberskiego  feldmarszałka Albrechta Wirtemberskiego, która miała za zadanie koordynowanie działań militarnych na froncie wogeskim i nadzorowanie Grup Operacyjnych „A”, „B” i „C”. Na początku 1918 ostatnią z nich zastąpiła 19 Armia.

## Struktura organizacyjna
Skład w 1918:
- dowództwo grupy armii
- 19 Armia
- Grupa Operacyjna „A”
- Grupa Operacyjna „B”
- Grupa Operacyjna „C”